# هندسة النفط

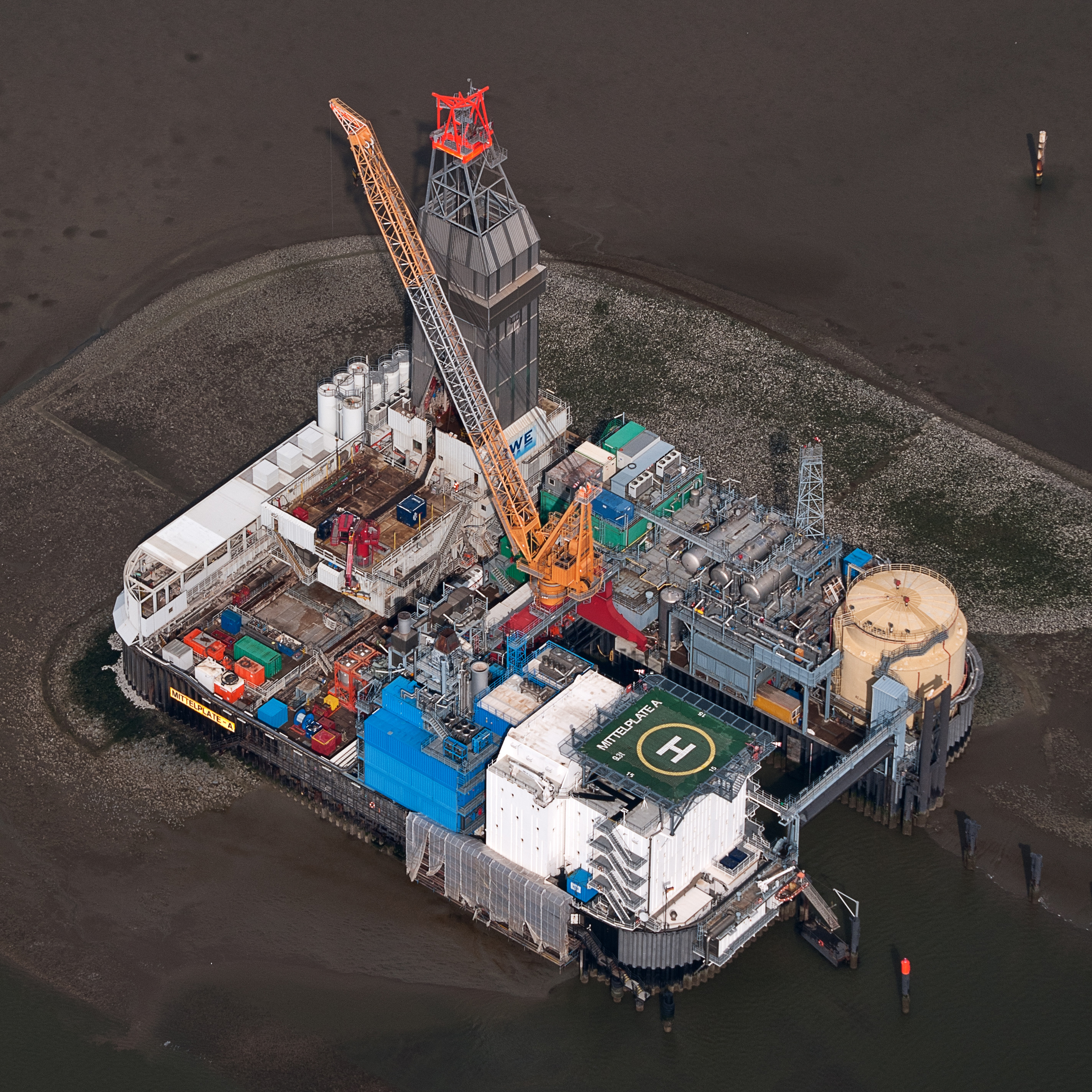

هندسة النفط هي الهندسة التي تشارك في البحث وإنتاج أنشطة النفط والبحث عن أفضل السبل لاستكشاف المنبع البترولي في القطاع ويشير الي مصدر للنفط، النفط يكون عادة مطمورا عميقا تحت سطح الأرض ويتم تزويد المستهلكين بتدفق الإمدادات عبر تطبيقات الهندسة النفطية.المواضيع المختلفة التي تشملها هندسة النفط (البترول) عادةً تكون مرتبطة ارتباطا وثيقا مع علوم الأرض. هندسة البترول المواضيع الاقتصادية، علم طبقات الأرض، علم كيمياء الأرض، علم فيزياء الأرض، حفر الابار الجغرافيا السياسية، وإدارة المعرفة، والزلازل، بناء الفريق والعمل الجماعي، والديناميكا الحرارية، واستكمال إنتاج النفط والغاز، تطوير المكامن، والنقل بواسطة خط أنابيب.
وهي تقنية متزايدة المهنة التي تشمل شراء احتياطي النفط من الأماكن التي لم يسبق استكشافها وتعتبر صعبة للغاية ليس اقتصاديا أو تكنولوجيا بل حسب أسعار السلع الأساسية، استخدام الأجهزة التكنولوجية المتقدمة والعالية السرعة الحاسبات المبتكرة المواد فريق الإدارة والإحصاء والاحتمالات تحليل وإدارة المعرفة، وعادة ما يقترن الحقيقة فقط المباشرة قياس أهم الحقائق بسبب دفنها تحت ميل من الأرض. لذلك يجب على المهندسين أحيانا استخدام أساليب مبتكرة وينظر في عدد البراءات المعقودة استخدامها في صناعة شهادة الطبيعة التقنية العالية في هذا المجال.
هندسة النفط تستخدم خطط التكنولوجيا العالية واستخدام الأيدي العاملة وزيادة التنسيق وغالبا في ظروف محفوفة بالمخاطر. فهم وحصر القضايا والتحديات والاتصال بناء هذه الفرق تبقي ضرورية البترول المهندس أي وقت مضي. جمعية مهندسي البترول هو أكبر الجمعية المهنية مهندسو النفط، وهو مصدر جيد للمعلومات في هندسة النفط التعليم متاح في عشرات الجامعات في جميع أنحاء العالم وخصوصا في الدول المنتجة للنفط وليس فقط كبار المنتجين. هندسة البترول تاريخيا من الاعلي أجرا في المجالات الهندسية، ويقابل هذا الاتجاه التسريح الجماعي عند انخفاض أسعار النفط.

## وصلات خارجية
- جامعة الملك فهد للبترول والمعادن - قسم هندسة البترول
- جوركاد للخدمات الهندسية
- جمعيه مهندسي البترول
- جامعه التعدين ليوبن، النمسا
- تكساس وجامعه اداره هندسه البترول
- جامعه تكساس التقنية، اداره هندسه البترول
- جامعه تكساس في اوستن، هندسه البترول & غيوسيستيمس
- جامعه أوكلاهوما، ميوبورني كليه هندسه البترول
- جامعه ستانفورد، قسم هندسه البترول
- المدرسة الهندية الألغام قسم هندسه البترول
- جامعه ميسوري - رولا قسم علوم الهندسة الجيولوجيه
- مونتانا التقنية من جامعه مونتانا، كليه هندسه المناجم
- المدرسة الاستراليه للنفط
- هريوت وات - معهد هندسه البترول
- نتنو نرويجي جامعه العلوم والتكنولوجيا قسم هندسه البترول & الجيوفيزياء التطبيقية